# O Pracinha de Rio Negro
O Pracinha de Rio Negro é um curta-metragem brasileiro produzido para a televisão em 2010. Do gênero guerra / documentário, foi escrito por Camilla Mageski e dirigido por Anderson Jader e Priscilla Miquilussi e exibido no quadro Casos e Causos do programa Revista RPC na noite de domingo, 24 de outubro de 2010 e reprisado em 2 de janeiro de 2011.
Baseado em fatos reais, o filme conta a história do rionegrense Adir Jorge, soldado da Força Expedicionária Brasileira durante a Segunda Guerra Mundial e que morreu em combate, em pleno solo italiano
.
Utilizando a técnica de imagens em preto e branco, a produção utilizou locações em Rio Negro (cidade natal de Adir, ao sul do Paraná) e em Curitiba (no quartel do Pinheirinho e no Museu do Expedicionário).

## Prêmios
O filme foi indicado ao “Prêmio RPC TV Melhores em Cena” - edição 2011 e ganhou na categoria “Melhor Produção”.

## Elenco
- Luthero de Almeida;
- Endrigo Monte Serrat;
- Daniel Jorge, entre outros.